# مورباد (فجیره)
مورباد یک منطقهٔ مسکونی در امارات متحده عربی است که در فجیره واقع شده‌است. مورباد ۴۱۱ متر بالاتر از سطح دریا واقع شده‌است.